# Marcel Mauss

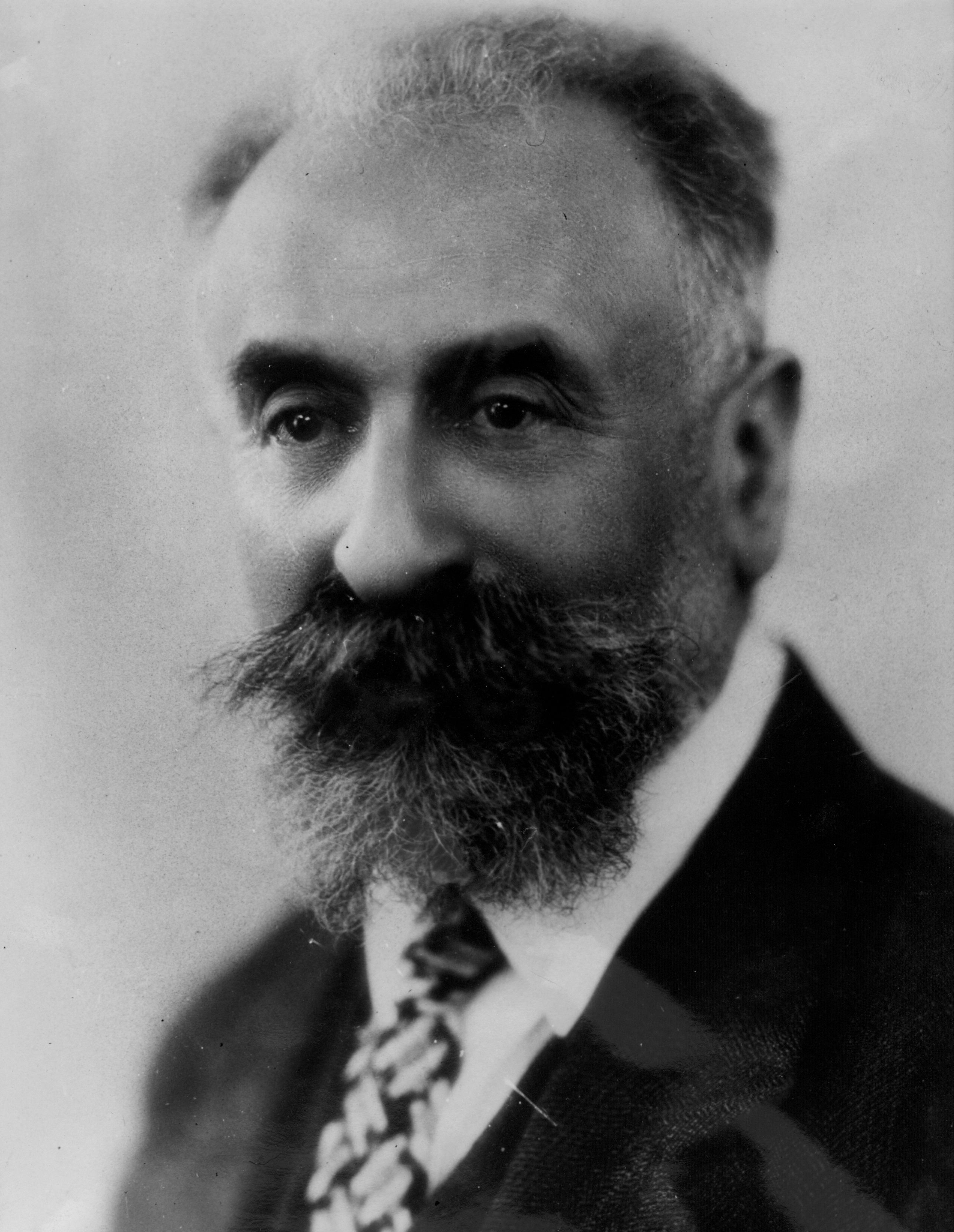
Marcel Mauss

Marcel Mauss (* 10. Mai 1872 in Épinal; † 10. Februar 1950 in Paris) war ein französischer Soziologe, Ethnologe und Religionswissenschaftler.

## Biographie
Marcel Mauss stammte aus einer jüdischen Familie, die eine kleine Seidenstickermanufaktur in den Vogesen betrieb. Sein Vater war Gerson Mauss, seine Mutter die einer Rabbinerfamilie entstammende Rosine Mauss, geborene Durkheim. Vierzehn Jahre lang war sein Onkel Émile Durkheim sein Mentor. Obwohl religiös geprägt, praktizierte Mauss ab etwa 1890 wie sein Onkel die Religion kaum mehr.
Nach dem Schulbesuch am Lyzeum von Épinal studierte er ab 1890 an der Universität Bordeaux, wo sein Onkel Émile Durkheim lehrte. Besonders prägte ihn dessen bahnbrechender Kurs über Les origines de la Religion 1894/1895. 1895 bestand er die Agrégation (Staatsprüfung für das höhere Lehramt) im Fach Philosophie als landesweit Drittbester seines Jahrgangs. Anschließend wurde er Stipendiat an der École pratique des hautes études (EPHE), wo er Seminare sowohl der historisch-philologischen (IV.) als auch der religionswissenschaftlichen (V.) Sektion besuchte, u. a. bei Antoine Meillet, Sylvain Lévi und Alfred Foucher. 1896, im Todesjahr seines Vaters, lernte er Henri Hubert kennen, mit dem er in der Folgezeit eng zusammenarbeitete. 1897/98 wurde er in die Niederlande und nach England entsandt, wo er seine Studien an den Universitäten Leiden (bei Hendrik Kern und Cornelis Petrus Tiele), Utrecht (bei Willem Caland) und Oxford (bei Edward B. Tylor und Moriz Winternitz) fortsetzte. Sein Dissertationsvorhaben über das Gebet schloss er jedoch nicht ab.
Mauss lehrte ab 1901 als Maître de conférences (Dozent) an der École pratique des hautes études im Fachbereich Religionswissenschaften die „Religionen nicht-zivilisierter Völker“ (Religions des peuples non civilisés), wobei er die Nachfolge des verstorbenen Léon Marillier antrat. 1914 wurde er zum Directeur d'études an der EPHE gewählt, was einem eigenen Lehrstuhl entsprach. Zusammen mit Durkheim begründete er die Zeitschrift L’Année Sociologique, deren Herausgeberschaft er nach dem Tod des Onkels 1917 übernahm. Mauss gründete 1925 gemeinsam mit Paul Rivet und Lucien Lévy-Bruhl  das Institut d’Ethnologie in Paris, dessen Generalsekretär und später Vorstandsmitglied er war. 1931 erhielt er – nach zwei erfolglosen Bewerbungen – den Lehrstuhl für Soziologie am Collège de France (1909 hatte das Collège mit knapper Mehrheit Alfred Loisy und nicht Mauss auf den Lehrstuhl für Religionsgeschichte gewählt). Von 1938 bis 1940 war er Präsident der religionswissenschaftlichen Sektion der EPHE. Aufgrund der antisemitischen Gesetze des Vichy-Regimes musste Mauss seinen Lehrstuhl im Oktober 1940 räumen und wurde in den Ruhestand versetzt. Sein Nachfolger auf dem Lehrstuhl für „Religionen nicht-zivilisierter Völker“ an der EPHE war Maurice Leenhardt.
Politisch engagierte sich Mauss während seiner Studienzeit in der marxistischen Parti ouvrier français (POF), später in der von Jean Allemane geführten Parti ouvrier socialiste révolutionnaire (POSR) und schließlich ab 1905 in der sozialistischen Partei Section française de l’Internationale ouvrière (SFIO). Er lehrte auch an der von Charles Andler gegründeten École socialiste. Sein politisches Vorbild war Jean Jaurès, dessen Freund und Vertrauter er wurde. Mauss gehörte von 1900 bis 1903 zum Redaktionsausschuss der Zeitung Le mouvement socialiste. 1904 war er einer der Gründer der Zeitung L’Humanité, deren Verwaltungsrat er von 1912 bis 1915 und erneut im Februar 1920 angehörte. Er setzte sich besonders für das Genossenschaftswesen ein und war von 1913 bis 1925 Mitglied des technischen Büros des nationalen Verbands der Konsumgenossenschaften (Fédération Nationale des Coopératives de Consommation, FNCC). Nach der Parteispaltung Ende 1920 wurde die Humanité von der Parti communiste français übernommen, danach gehörte Mauss von 1924 bis 1931 dem Verwaltungsrat der Zeitung Le Populaire an, die mit dem sozialdemokratischen Rumpf der SFIO verbunden blieb. Er war eines der ersten Mitglieder der Verlagsgenossenschaft Presses Universitaires de France.
1934 heiratete Mauss seine Sekretärin Marthe Rose Dupret. Während der deutschen Besatzungszeit drängte man ihn aus seiner Position. Er selbst blieb zwar unbehelligt, aber engste Kollegen (wie zum Beispiel Maurice Halbwachs) wurden ermordet.
Nach dem Krieg lebte er sozial isoliert, hinzu traten persönliche Probleme.

## „Essai sur le don“ („Die Gabe“)
Wie Durkheim war Mauss stark empirisch orientiert. Er versuchte, soziale Phänomene in ihrer Totalität zu sehen und zu verstehen. Der Austausch in archaischen Gesellschaften, den er in seinem Essai sur le don (zuerst 1923/24; deutsch unter dem Titel „Die Gabe“) darstellt, ist nach seiner Auffassung eine umfassende gesellschaftliche Tätigkeit. Sie stellt ein „soziales Totalphänomen“ dar, das gleichzeitig ökonomische, juristische, moralische, ästhetische, religiöse, mythologische und sozio-morphologische Dimensionen umfasst und weit über das Menschenbild des rationalen Homo oeconomicus und seiner Wirtschaft hinausgeht.
Im Mittelpunkt seiner Erforschung der Gabe steht die Frage, warum man Gaben erwidern muss. Die Antwort liegt darin begründet, dass sich in der Gabe Person und Sachen mischen, man beim Geben einen Teil von sich gibt und im Nehmen der Gabe insofern eine Fremderfahrung des Anderen macht. Mauss untersucht diese Vermischung von Person und Sache nicht nur in fremden Kulturen, sondern auch in unterschiedlichen europäischen Rechtssystemen (bei den Römern oder Germanen), um schließlich von den fremden und alten Kulturen auf die gegenwärtigen Gesellschaften überzuleiten und dort die moralischen Folgerungen aus den Praktiken der Gabe auszuloten.
Der Essai sur le don war die erste grundlegende vergleichende ethnographische Arbeit über die Gabe. Als systematische und vergleichende Studie analysiert sie das System des Geschenkaustauschs und deutet seine Funktion im Bezugsrahmen der gesellschaftlichen Ordnung. Mauss stellt das moralische, psycho-ökonomische Prinzip der Gabe in seinem Zwangscharakter und seiner Schuldverursachung heraus und bringt die Gabe mit dem zweideutigen englischen gift zusammen. Damit kann er die Prinzipien von Arbeit, Dienstleistung, Sozialstaat und Wohlfahrt analysieren. Mauss prägte hierfür den Begriff der „Schenkökonomie“.

## Schüler und Freunde, Nachwirken
Charakteristisch für die Arbeitsweise von Mauss war die enge Zusammenarbeit mit Kollegen. Einer seiner Schüler war Jean Rouch. Freunde waren Robert Hertz, Henri Hubert, Maurice Leenhardt, Schüler waren unter anderem die Gründer des Collège de Sociologie, Michel Leiris und Roger Caillois, aber auch Louis Dumont, André Leroi-Gourhan, Claude Lévi-Strauss und Henri Lévy-Bruhl. Sein Buch Die Gabe übte darüber hinaus Wirkungen auf das Denken von Jacques Derrida, Paul Ricœur, Marcel Hénaff, Maurice Godelier, Marshall Sahlins, Pierre Bourdieu und Jean Baudrillard aus und ist ein Standardwerk für Anthropologen, Soziologen, Kulturwissenschaftler und Ethnologen.

In einem Interview im Jahr 1934 beklagte Mauss, dass es in Frankreich kaum Nachwuchs in seinem Fach gab:
„Die Generation von Männern, die heute 40 bis 60 Jahre alt wären, wurden vom Krieg dezimiert. Fast deren ganze Generation wurde ausgelöscht. Mehr als 150 der ca. 800 neu eingeschriebenen Studenten der École Normale wurden getötet. Von den acht Männern, die bei mir studierten, kamen nur zwei lebendig durch den Krieg. Ich war 41, als der Krieg vor 20 Jahren begann. Ich habe viereinhalb Jahre an der Front gedient, praktisch ohne Unterbrechung. Halbwachs, Fauconnet, wir alle waren im Krieg.“
Ausgehend von Untersuchungen über Magie und Opfer entwickelte Mauss eine eigene Religionstheorie. So glaubte er anhand von Studien über die Eskimo-Völker, ein allgemeingültiges Gesetz gefunden zu haben. In der Folgezeit hatten seine religionstheoretischen Bemühungen jedoch nur eine begrenzte Nachwirkung, besonders in Deutschland wurden sie kaum rezipiert. Dies lag zum einen daran, dass die Masse von Mauss’ Beiträgen in L’Année Sociologique erschienen, die in Deutschland schwer verfügbar waren. Zum anderen lag es nicht zuletzt am Tod seiner besten Schüler und Freunde während und kurz nach dem Ersten Weltkrieg. Er selbst bezeichnete dies als „Zusammenbruch“. Außerdem erlangte in der deutschen Religionswissenschaft Rudolf Otto mit seinem 1917 erschienenen Werk Das Heilige einen übermächtigen Einfluss. Auch gegen das Magiemodell von James George Frazer konnte sich der Religionsbegriff von Mauss nicht durchsetzen.

## Werke

### Originalausgaben
Quelle: Les classiques des sciences sociales
Soziologie (1901 bis 1934)
- La sociologie, objet et méthode. 1901, mit Paul Fauconnet
- De quelques formes de classification – contribution à l'étude des représentations collectives. 1903, mit Émile Durkheim
- L'expression obligatoire des sentiments (rituels oraux funéraires australiens). 1921
- Parentés à plaisanteries. 1926
- Divisions et proportions des divisions de la sociologie. 1927
- Les civilisations: éléments et formes. 1930
- La cohésion sociale dans les sociétés polysegmentaires. 1931
- Fragment d'un plan de sociologie générale descriptive. 1934

Ethnologie (1899 bis 1929)
- Essai sur la nature et la fonction du sacrifice. 1899
- L'origine des pouvoirs magiques dans les sociétés australiennes. Étude analytique et critique de documents ethnographiques. 1904
- Étude sommaire de la représentation du temps dans la religion et la magie. 1905
- Préface ou Introduction à l'analyse de quelques phénomènes religieux. 1906
- Manuel d’ethnographie. 1926
- Henri Hubert et Marcel Mauss, Mélanges d'histoire des religions. 1929, 2e édition

Œuvres.
- I. Les fonctions sociales du sacré. (1898 bis 1910)
  - L'école anthropologique anglaise et la théorie de la religion selon Jevons. 1898
  - Essai sur la nature et la fonction du sacrifice. 1899, mit Henri Hubert
  - Introduction à l’analyse de quelques phénomènes religieux. 1906, mit Henri Hubert
  - La prière. 1909
  - Mythologie et organisations des Indiens Pueblo. 1910

- II. Représentations collectives et diversité des civilisations. (1896 bis 1929)
  - La religion et les origines du droit pénal d’après un livre récent. 1896
  - Religions populaires et folklore de l’Inde septentrionale. 1898
  - Rites funéraires en Chine. 1899
  - Les tribus de l’Australie centrale. 1900
  - Magie malaise. 1901
  - De quelques formes primitives de classification. Contribution à l’étude des représentations collectives. 1903, mit Émile Durkheim
  - L’origine des pouvoirs magiques dans les sociétés australiennes. Étude analytique et critique de documents ethnographiques. 1904
  - Les tribus de l’Australie centrale et septentrionale. 1905
- Les tribus de l’Australie du Sud-Est. 1906
  - Les Euahlayi. 1907
  - L’art et le mythe d’après M. Wundt. 1908
  - Cultes des tribus du Bas-Niger. 1910
  - La démonologie et la magie en Chine. 1910
  - La religion des habitants des détroits de Torrès. 1910
  - Les Aranda et Loritja d’Australie centrale. I. 1910, mit Émile Durkheim
  - Les Aranda et Loritja d’Australie centrale. II. 1913, mit Émile Durkheim
  - Note sur la notion de civilisation. 1913, mit Émile Durkheim
  - La démonologie en Chine. 1913
  - Les origines de la notion de monnaie. 1914
  - Connexions et convergences. Le point de vue comparatif. Critique interne de la “légende d’Abraham”. 1926
  - Les civilisations. Éléments et formes. 1929

- III. Cohésion sociale et divisions de la sociologie. (1901 bis 1939)
  - Sociologie. 1901, mit Paul Fauconnet
  - Métier d’ethnographe, méthode sociologique. 1902
  - Mythologie et symbolisme indiens. 1903
  - Les Esquimo. 1904
  - Les Haida et les Tlingit. 1910
  - L’ethnographie en France et à l’étranger. 1913
  - La nation. 1920
  - La nation et l'internationalisme. 1920
  - L’expression obligatoire des sentiments (rituels oraux funéraires australiens). 1921
  - Une forme ancienne de contrat chez les Thraces. 1921
  - In memoriam. L’œuvre inédite de Durkheim et de ses collaborateurs. 1925
  - Parentés à plaisanteries. 1926
  - Divisions et proportions des divisions de la sociologie. 1927
  - Note de méthode sur l’extension de la sociologie. Énoncé de quelques principes à propos d’un livre récent. 1927
  - L’oeuvre sociologique et anthropologique de Frazer. 1928
  - La cohésion sociale dans les sociétés polysegmentaires. 1931
  - Débat sur les rapports entre la sociologie et la psychologie. 1931
  - La sociologie en France depuis 1914. 1933
  - Fragment d’un plan de sociologie générale descriptive. Classification et méthode d’observation des phénomènes généraux de la vie sociale dans les sociétés de types archaïques (phénomènes généraux spécifiques de la vie intérieure de la société). 1934
  - Lucien Lévy-Bruhl (1857–1939). 1939

Soziologie und Anthropologie (1902 bis 1938)
- Esquisse d'une théorie générale de la magie. 1902–1903
- Essai sur les variations saisonnières des sociétés Eskimos. Étude de morphologie sociale. 1904–1905
- Essai sur le don. Forme et raison de l'échange dans les sociétés archaïques. 1923–1924
- Rapports réels et pratiques de la psychologie et de la sociologie. 1924
- Effet physique chez l'individu de l'idée de mort suggérée par la collectivité (Australie, Nouvelle-Zélande). 1926
- Les techniques du corps. 1934
- Une catégorie de l'esprit humain: la notion de personne, celle de "moi". 1938

### Französische Ausgaben
- Œuvres. Présentation par Victor Karady. Minuit, Paris 1968–1969:
  - I. La fonction sociale du sacré. Minuit, Paris 1968.
  - II. Représentations collectives et diversité des civilisations. Minuit, Paris 1968.
  - III. Cohésion sociale et division de la sociologie. Minuit, Paris 1969.
- Sociologie et anthropologie. Recueil de textes, préface de Claude Lévi-Strauss. 1950.
- Écrits politiques. Textes réunis et présentés par Marcel Fournier. Fayard, Paris 1997.
- Essai sur le don. Forme et raison de l’échange dans les sociétés archaïques. In: L’Année Sociologique. Band 1, 1923/1924, S. 30–186 (Digitalisat).
- Manuel d’ethnographie (= Petite Bibliothèque Payot. Band 102). 2. Auflage, Paris 1967.

### Deutschsprachige Ausgaben
- Die Gabe. Die Form und Funktion des Austauschs in archaischen Gesellschaften. Vorwort von Edward E. Evans-Pritchard. Übers. Eva Moldenhauer. Suhrkamp, Frankfurt 1968 u. ö., zuletzt 2011.
- Soziologie und Anthropologie. 2 Bände. 2. Auflage. Frankfurt am Main 1999, ISBN 978-3-596-27431-4, ISBN 978-3-596-27432-1.
- Schriften zur Religionssoziologie. Hrsg., Einl., Nachw. Stephan Moebius, Frithjof Nungesser, Christian Papilloud. Übers. Eva Moldenhauer. Suhrkamp, Berlin 2012, ISBN 978-3-518-29632-5.
- Handbuch der Ethnographie. Übers. Lars Dinkel, Andreas Haarmann. Hrsg. Iris Därmann, Kirsten Mahlke. Fink, München 2013, ISBN 978-3-7705-4013-6.
- Schriften zum Geld. Hrsg. Hans Peter Hahn, Mario Schmidt, Emmanuel Seitz. Übers. Eva Moldenhauer. Suhrkamp, Berlin 2015.
- Die Nation oder der Sinn fürs Soziale (= Frankfurter Beiträge zur Soziologie und Sozialphilosophie. Band 25). Übers. Christine Pries. Hrsg. Michael Fournier, Jean Terrier. Campus, Frankfurt 2017.